# Warrenton (Missouri)
Warrenton est une ville du Missouri, dans le comté de Warren. Lors du recensement de 2010, sa population s’élevait à 7 880 habitants.